# Ling Zifeng

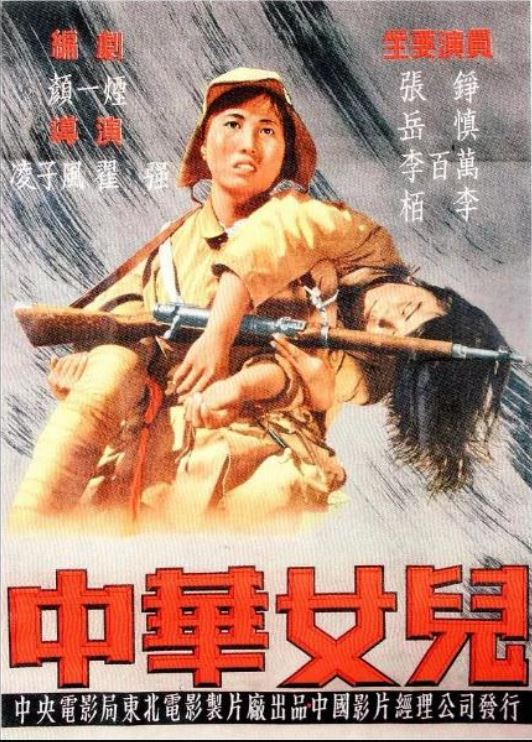
Cartell de la pel·lícula 中华女儿 (Daughters)

En una onomàstica xinesa Ling es el cognom i Zifeng el prenom.
Ling Zifeng (xinès simplificat: 凌子风, pinyin: Líng Zifēng; Pequín 1917 - 1999) fou un pintor, escultor, actor, guionista i director de cinema xinès. Especialista en l'adaptació d'obres literàries que pertany a la tercera generació de directors xinesos, amb nombrosos premis en festivals internacionals de cinema.

## Biografia
Ling Zifeng, de nom real Ling Feng i també conegut com Ling Xiangqiang, va néixer a Pequín el 10 de març de 1917 en una família d'erudits d'origen manxú. El 1933 va entrar al Departament de Pintura a l'Oli del Col·legi Nacional d'Art de Pequín, i més tard va ser traslladat al Departament d'Escultura. El 1935, va fer la primera fase de la carrera d'art escènic de l'Escola d'Art Dramàtic de Nanjing.
Durant la segona guerra sino-japonesa va marxar a Wuhan i posteriorment a Yan'an, ciutat on va ocupar diversos càrrecs en l'àmbit cultural i com a militar va participar en treballs de propaganda.
El 1945, encara a Yan'an, es va casar amb l'actriu Shi Lianxing, que més tard seria l'actriu principal de la pel·lícula Zhao Yiman. El març de 1947, es va unir al Partit Comunista Xinès i va començar a servir com a oficial d'enllaç del Departament de Propaganda del Comitè Municipal del Partit de Shijiazhuang, director del Comitè de Treball de Cinema, Teatre i Música i director general de Shijiazhuang Cinema.
Durant un cert temps també va compaginar les seves activitats amb la pintura (una obra seva va ser subhastada per Christie'es per un valor de 10.000 $HKD i l'escultura (entre altres va dissenyar la primera medalla amb l'efígie de Mao Zedong).
Va morir a Pequín el 3 de març de 1999.

#### Carrera cinematogràfica
El 1946, Ling Zifeng va rebre l'encàrrec del Partit Comunista de formar un primer equip amb la finalitat de crear un estudi de cinema a Yan'an. Inicialment va fer d'actor interpretant el paper principal a la primera pel·lícula que van rodar, "Work Hero Wu Manyou" (劳动英雄吴满友).
Va ser l'any 1948 quan va començar realment la seva carrera com a director, a la Dongbei, que després es va fusionar amb els estudis de cinema de Yan'an per donar a llum l'Estudi de cinema de Changchun, on amb Qu Qiang va codirigir la seva primera obra l'any 1949, Zhonghua Nü'er. La pel·lícula va guanyar un premi al Festival Internacional de Cinema de Karlovy Vary. i també un premi del Ministeri de Cultura del recent govern de la Republica Popular. Durant una etapa també va treballar pels estudios, Shanghai Film Studio i Beijing Film Studio.
Després del premi per Zhonghua Nü'er, les seves pel·lícules han rebut nombrosos premis en festivals internacionals. El 1953 amb "The Gold and Silver River Band" va guanyar el premi al FIRST International Film Festival Xining.
"Red Flag Chronicle" (红旗谱), filmada el 1960 a partir de l'adaptació d'una novel·la de Liang Bin (梁斌), es considera la seva obra més representativa abans de la Revolució Cultural. El 1964 va codirigir amb la directora Dong Kena la pel·lícula "Prairie Eagle".
Durant la Revolució Cultural va ser represaliat i enviat a una escola de formació de quadres i no va tornar a dirigir fins al 1979.
Considerat inicialment com un pioner del cinema socialista va evolucionar cap un pensament lliurepensador i transgressor de la normativa social.
El 1983 "Rickshaw Boy"adaptació d'una novel·la de Lao She, protagonitzada per Zhang Fengyi, va guanyar el premi al millor director del Golden Rooster Award (Jinji Jiang) i el 1985 el va tornar a guanyar per "Border Town" adaptació d'una obra de Shen Congwen. També premiat al Festival Internacional de Cinema de Locarno i al Festival Internacional de Cinema de Montréal.
El 1988, va dirigir el llargmetratge "Spring Peach" protagonitzat per l'actriu Liu Xiaoqing, una adaptació de la novel·la homònima de Xu Dishan i el 1992, va dirigir el llargmetratge "Crazy" protagonitzat per l'actor You Yong.
L'any 1995, quan es va commemorar el 100è aniversari del naixement del cinema mundial i el 90è aniversari del cinema xinès, Ling Zifeng va rebre el premi al millor director xinès del segle.

## Filmografia destacada
| Any  | Títol xinès | Títol anglès                   |
| ---- | ----------- | ------------------------------ |
| 1949 | 中华女儿    | Daughters                      |
| 1953 | 金银滩      | The Gold and Silver River Band |
| 1956 | 母亲        | Mother                         |
| 1960 | 红旗谱      | Red Flag Chronicle             |
| 1979 | 李四光      | Li Siguang                     |
| 1981 | 原野        | Savage Land                    |
| 1983 | 骆驼祥子    | Luo Tuo Xiangzi (Richshaw Boy) |
| 1984 | 边城        | Border Town                    |
| 1988 | 春桃        | Spring Beach                   |
| 1992 | 狂          | Ripples across Stagnant Waters |